# Matriz diagonal dominante
En matemáticas, se dice que una matriz cuadrada es diagonal dominante (por filas) si el valor absoluto de la entrada en la diagonal principal de una fila es mayor o igual a la suma de los valores absolutos de todas las demás entradas (no diagonales) de esa fila.

## Definición
| Una matriz cuadrada {\displaystyle A=(a_{ij})\in {\mathcal {M}}_{n}(\mathbb {K} )} es diagonal dominante (por filas) si: {\displaystyle \vert a_{ii}\vert \geq \sum _{j\neq i}\vert a_{ij}\vert \quad \forall i\in \{1,..,n\}} |

De forma análoga se define una matriz diagonal dominante por columnas.
En el caso de que la desigualdad sea estricta, se dice que la matriz es estrictamente diagonal dominante.

## Ejemplos

### Ejemplo 1
La matriz
{\displaystyle A={\begin{pmatrix}3&-2&1\\1&-3&2\\-1&2&4\end{pmatrix}}}
es diagonal dominante porque
{\displaystyle {\begin{cases}|3|&\geq &|-2|+|1|\\|-3|&\geq &|1|+|2|\\|4|&\geq &|-1|+|2|\end{cases}}}

### Ejemplo 2
La matriz
{\displaystyle B={\begin{pmatrix}-2&2&1\\1&3&2\\1&-2&0\end{pmatrix}}}
no es diagonal dominante porque
{\displaystyle {\begin{cases}|-2|&<&|2|+|1|\\|3|&\geq &|1|+|2|\\|0|&<&|1|+|-2|\end{cases}}}
Es decir, la primera y la tercera fila no cumplen la condición.

### Ejemplo 3
La matriz
{\displaystyle C={\begin{pmatrix}-4&2&1\\1&6&2\\1&-2&5\end{pmatrix}}}
es estrictamente diagonal dominante porque
{\displaystyle {\begin{cases}|-4|&>&|2|+|1|\\|6|&>&|1|+|2|\\|5|&>&|1|+|-2|\end{cases}}}

## Lema de Hadamard
| Si {\displaystyle A\in {\mathcal {M}}_{n}(\mathbb {K} )} es estrictamente diagonal dominante, entonces {\displaystyle A} es invertible. |

| Demostración |
| Por contrarrecíproco, supongamos que {\displaystyle A} no es invertible. Entonces su núcleo no es trivial, es decir, existe un vector {\displaystyle x=(x_{1},x_{2},...,x_{n})\in \mathbb {K} ^{n}} no nulo tal que {\displaystyle Ax=0}. Entonces, se tiene que: {\displaystyle \sum _{j}{a_{ij}x_{j}}=0\quad \forall i=1,...,n}. Como {\displaystyle x\neq 0}, podemos tomar {\displaystyle x_{i}\neq 0} tal que {\displaystyle \vert x_{i}\vert =\max\{\vert x_{k}\vert :k=1,...,n\}} . Entonces: {\displaystyle -a_{ii}x_{i}=\sum _{j\neq i}{a_{ij}x_{j}}\Longrightarrow \vert a_{ii}x_{i}\vert =\left\vert \sum _{j\neq i}{a_{ij}x_{j}}\right\vert \leq \sum _{j\neq i}{\vert a_{ij}x_{j}\vert }}. Dividiendo por {\displaystyle \vert x_{i}\vert }, y teniendo en cuenta que {\displaystyle \left\vert {\frac {x_{j}}{x_{i}}}\right\vert \leq 1\quad \forall j=1,...,n}: {\displaystyle \vert a_{ii}\vert \leq \sum _{j\neq i}{\vert a_{ij}\vert \left\vert {\frac {x_{j}}{x_{i}}}\right\vert }\leq \sum _{j\neq i}{\vert a_{ij}\vert }}. Por tanto {\displaystyle A} no es estrictamente diagonal dominante. |